# 神戸新聞松方ホール
神戸新聞松方ホール（こうべしんぶんまつかたホール）は、兵庫県神戸市中央区に所在する、神戸情報文化ビルにあるコンサートホールである。

## 概要
初代神戸新聞社社長である松方幸次郎が命名。
1995年1月に発生した阪神・淡路大震災で被災した神戸新聞社本社機能が失われたことで、この神戸情報文化ビルの4階から6階部分に移転することになった。翌1996年7月に完成し、11月に設立した財団法人神戸新聞文化財団が運営を担当。
大ホールの客席数は706席（1階席576席、2階席130席）で、主に室内楽の演奏会が中心である。そのほか、エントランスには自然光を取り入れたロビーホール型の小ホール「ホワイエ」がある。